# NDEL1
NDEL1 (NudE nuclear distribution gene E homolog (A. nidulans)-like 1; NUDEL) - пептидаза, играющая роль в развитии нервной системы. NUDEL был впервые описан при поиске белков, взаимодействующих с LIS1, мутация которого приводит к лиссэнцефалии.